# Gelasma cyanoconias
Gelasma cyanoconias là một loài bướm đêm trong họ Geometridae.